# نانودو (بازیکن فوتبال، زاده مه ۱۹۶۷)
نانودو (انگلیسی: Nando؛ زادهٔ ۲۱ مهٔ ۱۹۶۷) بازیکن فوتبال اهل اسپانیا است.
از باشگاه‌هایی که در آن بازی کرده‌است می‌توان به باشگاه فوتبال لوانته، باشگاه فوتبال کامپوستلا، باشگاه فوتبال دپورتیوو لاکرونیا، باشگاه فوتبال سویا، و باشگاه فوتبال والنسیا اشاره کرد.
وی همچنین در تیم‌های ملی فوتبال زیر ۲۱ سال اسپانیا و اسپانیا بازی کرده‌است.